# Prosopocera albicollis
Prosopocera albicollis là một loài bọ cánh cứng trong họ Cerambycidae.